# David Beck (Orgelbauer)
David Beck (* um 1540; † um 1606) war ein deutscher Orgelbauer.

## Leben
David Beck ist der berühmteste Vertreter einer Familie von sächsischen Orgelbauern. Dazu gehören sein Großvater Hans Beck (* um 1490; † zwischen 1557 und 1560), sein Vater Anthonius Beck (?) (* um 1536) und sein Onkel Esajas Beck (* um 1540; † 1587), der zwischen 1570 und 1580 zum führenden Orgelbauer im Raum Halle aufstieg. Spätestens 1583 hatte Beck seine Werkstatt in Halberstadt und übernahm nach dem Tod seines Onkels dessen Werkstatt in Halle an der Saale. Vermutet wird, dass David Beck in Großenhain geboren wurde und in Halberstadt starb. Nicht geklärt ist die verwandtschaftliche Beziehung zu einem Georg Beck, der 1592 mehrfach zusammen mit David als Orgelbauer in Halberstadt in Erscheinung tritt, sowie zu einem Conrad Beck, der am Ende des 16. Jahrhunderts von Pforzheim aus Orgeln baute.

## Werk

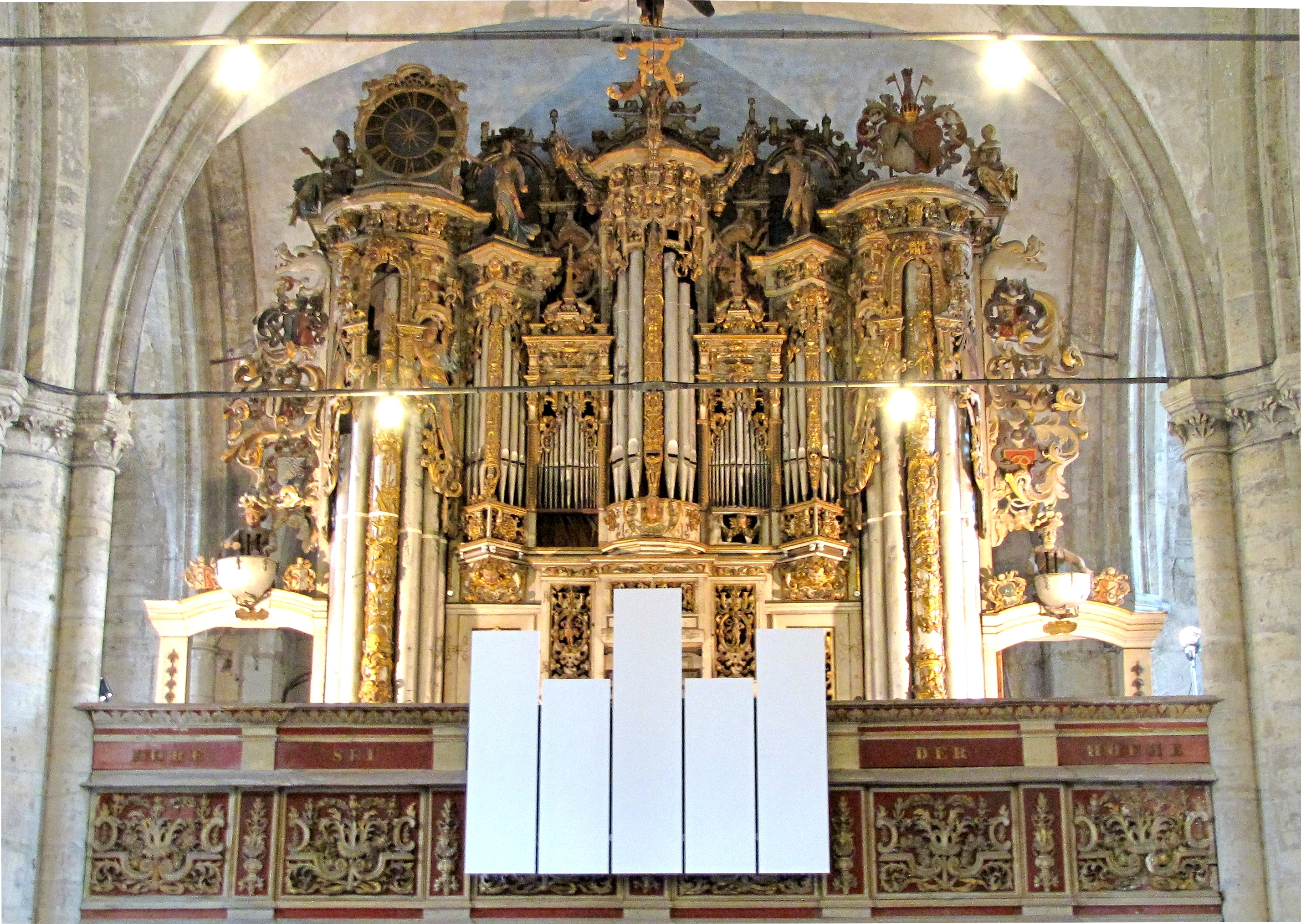
Der Prospekt der Gröninger Orgel in der Martinikirche mit angedeutetem Rückpositiv (Mai 2010)

Von David Beck sind nur wenige Orgeln bekannt und nur einige Prospekte erhalten. Er stand an der Schwelle von der Spätrenaissance zum Frühbarock und prägte die Entwicklung des mitteldeutschen Orgeltyps. Abgesehen von der Gröninger Orgel zeichnet sich die Prospektgestaltung der Orgeln von Beck durch fünf oder sieben Flachfelder für die Pfeifen und ein reiches Schnitzwerk in den Schleierbrettern aus. Das Pedalwerk ist nicht nur angehängt, sondern ist selbstständig ausgebaut. Die größten Pfeifen der Pedalregister werden in seitlichen Pedaltürmen aufgestellt. Charakteristisch sind die vollständig ausgebauten Prinzipalchöre im Hauptwerk und im Rückpositiv, die auf jeweils unterschiedlicher Fußtonlage (Tonhöhe) basieren. Kennzeichnend sind zudem die verschiedenen Aliquotregister und Zungenstimmen sowie die große Zahl unterschiedlicher Flötenstimmen. Im Pedal wird der Flötenchor durch Quinten bereichert.
1587/88 stellte er die von seinem Onkel begonnene Orgel der Marktkirche Unser Lieben Frauen in Halle fertig. Berühmt wurde er durch die Gröninger Orgel, an der er von 1592 bis 1596 arbeitete. Herzog Heinrich Julius von Braunschweig-Wolfenbüttel ließ sie als Administrator des Stifts Halberstadt für die Schlosskapelle in seinem Residenzschloss Gröningen erbauen, etwa zeitgleich mit dem Gröninger Fass. Das monumentale Werk mit 59 Registern wurde 1596 in einer Orgelprobe von 53 namhaften Organisten der Zeit geprüft und eingeweiht. Die Orgel und ihre Disposition wurde von Michael Praetorius in seinem Syntagma musicum beschrieben. Im Rahmen der Auflösung des Gröninger Schlosses verschenkte Friedrich der Große 1770 die Orgel an die Martinikirche in Halberstadt, wo der Orgelprospekt im Wesentlichen erhalten ist, während dahinter seit 1921 ein Werk von Ernst Röver zu hören ist, das seinerseits eins von Johann Friedrich Schulze ersetzte. Im Zuge der Schulzeschen Umbaumaßnahmen kam der Rückpositiv-Prospekt um 1830 in die Kirche Harsleben. Heute setzt sich ein Förderverein für die Rückführung des Rückpositivs und die Rekonstruktion der Gröninger Orgel ein.
In der Martinikirche ersetzte die Gröninger Orgel ein früheres Werk von Beck, das um 1590 entstanden war und nun nach Derenburg verkauft wurde. Auch hier ist der Prospekt erhalten, während die Orgel 1888 von Friedrich Ladegast romantisch verändert wurde.

## Nachgewiesene Werke
| Jahr      | Ort                      | Kirche                          | Bild | Manuale | Register | Bemerkungen |
| --------- | ------------------------ | ------------------------------- | ---- | ------- | -------- | --- |
| 1555/56   | Oschatz                  | St. Aegidien                    |      |         |          | Erneuerung der Orgel von Caspar Koler (1493); nicht erhalten (ersetzt durch eine Orgel von Heinrich Compenius)                                      |
| 1579      | Halberstadt              | St. Johannis                    |      |         |          | Zuschreibung |
| 1580      | Friedland im Isergebirge |                                 |      |         |          | Reparatur; nicht erhalten |
| 1580–1581 | Leipzig                  | Nikolaikirche                   |      |         |          | Reparatur; nicht erhalten |
| 1583–1584 | Helmstedt                | St. Stephani                    |      |         | 36       | mit Rückpositiv; Prospekt erhalten |
| 1575–1585 | Halberstadt              | St. Martini                     |      | III/P   | 38       | Neubau; 1770 nach Derenburg, wo der Prospekt erhalten ist                                                                                           |
| 1588      | Mühlhausen               | Marienkirche                    |      |         |          | Reparatur und Änderung der Disposition |
| 1589      | Wernigerode              | St. Sylvestri                   |      |         |          | Renovierung; nicht erhalten |
| um 1590   | Halberstadt              | Dom zu Halberstadt              |      | II/P    |          | Neubau; 1717 in die Andreas-Kirche des Franziskanerklosters Halberstadt umgesetzt, 1913 Innenwerk durch Ernst Röver ersetzt, 1945 Prospekt zerstört |
| 1588–1591 | Löbejün                  | St. Petri                       |      |         | 26       | Neubau einer Schrankorgel; nur Flügeltüren erhalten                                                                                                 |
| 1593      | Schloss Hessen           | Schlosskirche                   |      | I/P     | etwa 14  | Zuschreibung; Prospekt in der St.-Johannis-Kirche (Wolfenbüttel) erhalten                                                                           |
| 1592–1596 | Gröningen                | Schloss                         |      | II/P    | 59       | Neubau; Gehäuse mit Prospektpfeifen in St. Martini (Halberstadt) erhalten → Gröninger Orgel                                                         |
| 1587/1597 | Halle an der Saale       | Marktkirche Unser Lieben Frauen |      |         | 31       | Vollendung der Orgel von Esajas Beck; 1597 Renovierung und Änderung der Disposition; nicht erhalten                                                 |
| 1600      | Heringen/Helme           | St. Michaelis                   |      |         |          | Aufstellung einer älteren Orgel |
| 1601      | Langeln                  | Marienkirche                    |      |         |          | |